# Dusona alveolata
Dusona alveolata är en stekelart som beskrevs av Gupta 1977. Dusona alveolata ingår i släktet Dusona och familjen brokparasitsteklar. Inga underarter finns listade i Catalogue of Life.